# Akinori Nakayama
Akinori Nakayama (japonès: 中山彰規)  (Nagoya, 1 de març de 1943 - 9 de març de 2025) va ser un gimnasta artístic japonès,  guanyador de deu medalles olímpiques.

## Biografia
Va participar, als 25 anys, en els Jocs Olímpics d'Estiu de 1968 celebrats a Ciutat de Mèxic (Mèxic), on aconseguí guanyar sis medalles olímpiques, convertint-se així en un dels reis dels Jocs. Guanyà tres medalles d'or: prova per equips, barres paral·leles i barra fixa; una medalla de plata en l'exercici de terra i una medalla de bronze en la prova individual general. Així mateix finalitzà cinquè en la prova de salt sobre cavall, aconseguint guanyar un diploma olímpic.
En els Jocs Olímpics d'Estiu de 1972 realitzats a Múnic (Alemanya Occidental) guanyà quatre medalles olímpiques: la medalla d'or en les proves per equips i anelles; la medalla de plata en l'exercici de terra i la medalla de bronze en la prova individual, aconseguint finalitzà cinquè en la barra fixa i les barres paral·leles.
Al llarg de la seva carrera esportiva guanyà dotze medalles en el Campionat del Món de gimnàstica artística, entre elles set medalles d'or.
Una vegada retirat fou el vicepresident de la Federació Japonesa de Gimnàstica. També va exercir com a entrenador de gimnàstica a la Universitat de Chukyo. El 2005 va ser inclòs al Saló de la Fama de la Gimnàstica Internacional.